# لیان ارول
لیان ارول (انگلیسی: Leon Errol؛ ۳ ژوئیهٔ ۱۸۸۱ – ۱۲ اکتبر ۱۹۵۱) بازیگر اهل استرالیا بود.

## فیلم‌شناسی
از فیلم‌هایی که وی در آن نقش داشته است، می‌توان به آلیس در سرزمین عجایب اشاره کرد.